# Stronghold Legends
Stronghold Legends är ett realtidsstrategidatorspel utvecklat av Firefly Studios och utgivet av Take-Two Interactive i oktober 2006. Spelet går ut på att kämpa och erövra i krig.